# Provincia de Elburz

Condados de Elburz

La provincia de Elburz o Alborz (en persa استان البرز Ostan-e Alborz) es una de las 31 provincias de Irán. La capital reside en Karaj. La provincia de Elburz se creó en 2010, a partir de la división de la provincia de Teherán en dos provincias con la aprobación parlamentaria el 23 de junio de 2010.
Situada al noroeste de Teherán al pie de los montes Elburz. consta de 4 shahrestanes: Karaj, Savojbolagh, Taleghan y Nazarabad. 